# Jormvattnet
Jormvattnet is een plaats in de gemeente Strömsund in het landschap Jämtland en de provincie Jämtlands län in Zweden. De plaats heeft 64 inwoners (2005) en een oppervlakte van 111 hectare. De plaats ligt aan het meer Lill-Jorm, dat deel uitmaakt van een gebied met meerdere aan elkaar vastgelegen meren.